# Schefflera rodriguesiana
Schefflera rodriguesiana är en araliaväxtart som beskrevs av David Gamman Frodin. Schefflera rodriguesiana ingår i släktet Schefflera och familjen araliaväxter. Inga underarter finns listade.

## Bildgalleri

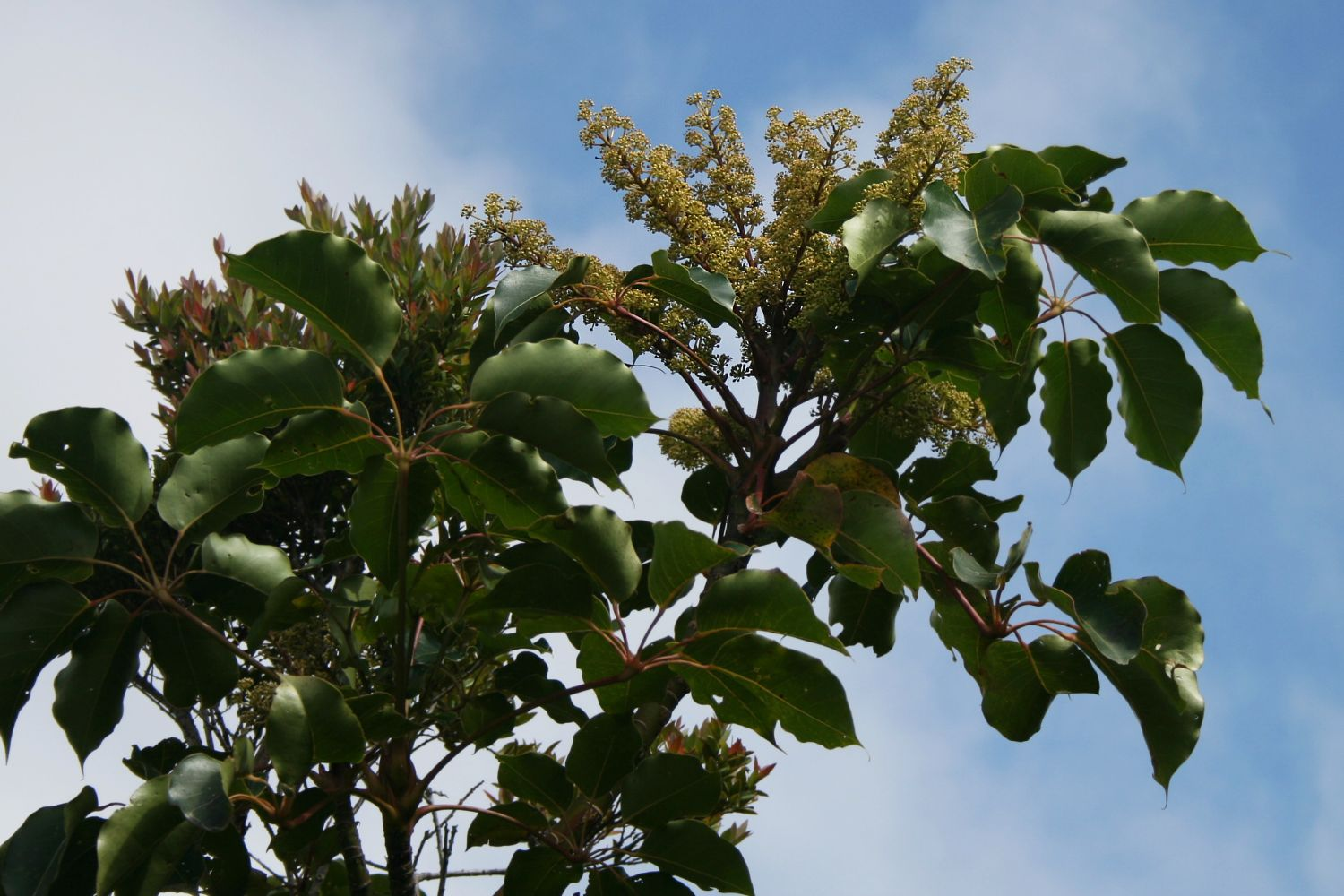
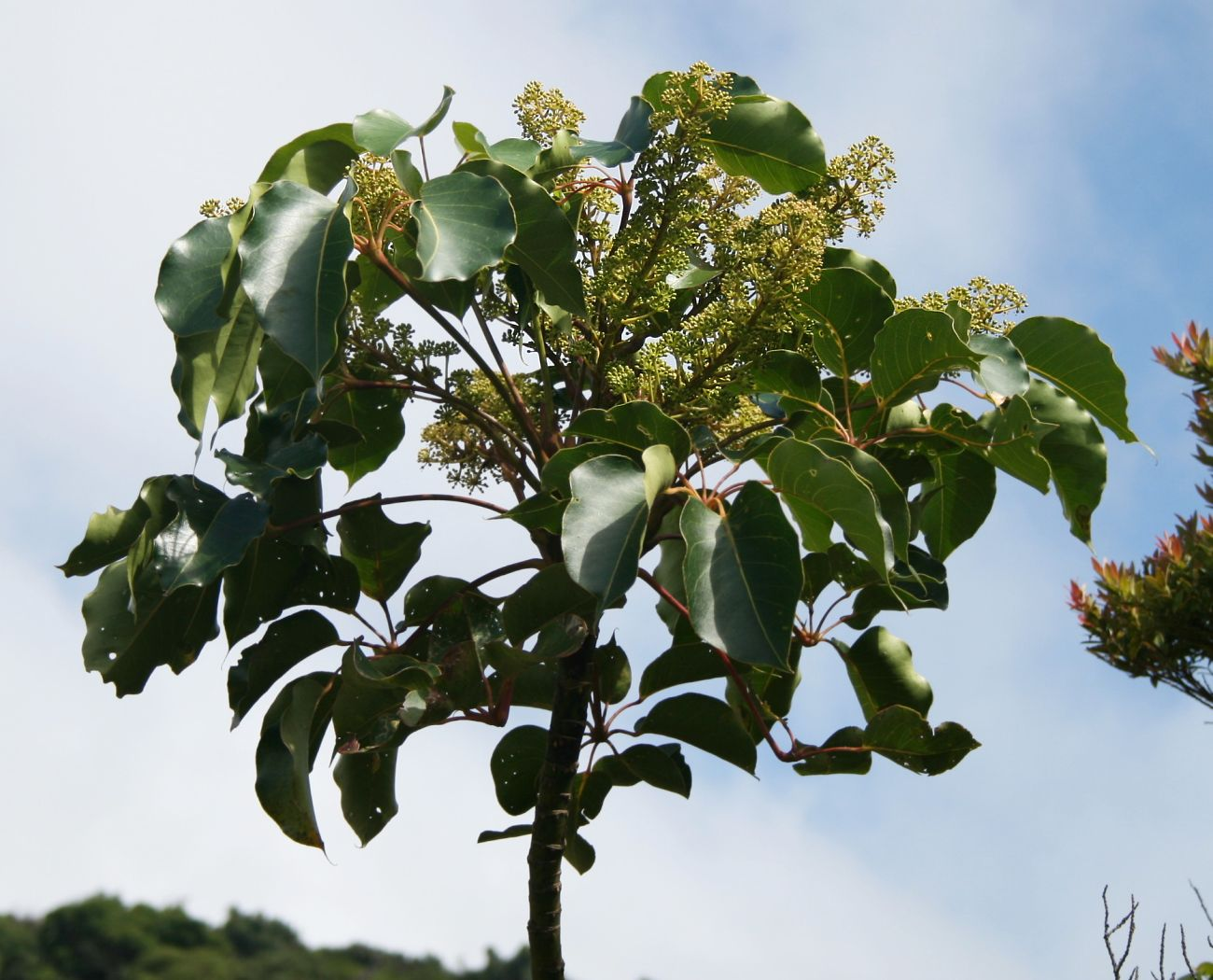